# Episodi di Markus Merthin, medico delle donne (prima stagione)
La prima stagione della serie televisiva Markus Merthin, medico delle donne è stata trasmessa in anteprima in Germania dalla ZDF tra il 26 dicembre 1994 e il 28 aprile 1995.
| nº | Titolo originale | Titolo italiano | Prima TV Germania | Prima TV Italia |
| -- | ---------------- | --------------- | ----------------- | --------------- |
| 1  | Mechthilds Baby  |                 | 26 dicembre 1994  |                 |
| 2  | Vorbereitungen   |                 | 30 dicembre 1994  |                 |
| 3  | Geburtstag       |                 | 6 gennaio 1995    |                 |
| 4  | Blechschaden     |                 | 13 gennaio 1995   |                 |
| 5  | Constantin       |                 | 20 gennaio 1995   |                 |
| 6  | Bettruhe         |                 | 27 gennaio 1995   |                 |
| 7  | Ein Leben        |                 | 3 febbraio 1995   |                 |
| 8  | Besuch           |                 | 10 febbraio 1995  |                 |
| 9  | Abschied         |                 | 17 febbraio 1995  |                 |
| 10 | Liebhaber        |                 | 24 febbraio 1995  |                 |
| 11 | Überfall         |                 | 3 marzo 1995      |                 |
| 12 | Zweiter Versuch  |                 | 10 marzo 1995     |                 |
| 13 | Ehe auf Probe    |                 | 17 marzo 1995     |                 |
| 14 | Urlaub           |                 | 24 marzo 1995     |                 |
| 15 | Gekündigt        |                 | 31 marzo 1995     |                 |
| 16 | Beziehungen      |                 | 7 aprile 1995     |                 |
| 17 | Babys            |                 | 14 aprile 1995    |                 |
| 18 | Alte Bekannte    |                 | 21 aprile 1995    |                 |
| 19 | Pläne            |                 | 28 aprile 1995    |                 |